# Centro sportivo Vincenzo Volpe
Il Centro sportivo Vincenzo Volpe è il complesso sportivo che ospita gli allenamenti della Salernitana ed è sede di incontri di calcio di altre formazioni locali. La struttura trae il proprio nome da Vincenzo Volpe, ex giocatore della Salernitana.
Nel 2014 ha subito una profonda opera di ristrutturazione. Tra le particolarità del centro va ricordato il fatto di trovarsi proprio nei pressi dello stadio ospitante le gare interne della Salernitana al cui interno è collocata anche la sede della società.

## Storia
Realizzato negli anni ottanta, divenne per la prima volta centro d'allenamento della Salernitana durante la presidenza di Aniello Aliberti.
In seguito, i fatti legati al fallimento del club e la rinascita del 2005 lasciarono il centro sportivo all'incuria.
Difatti il club rifondato cominciò i propri allenamenti all'Hotel Ariston, e nel corso degli anni ha utilizzato anche il campo di Saragnano. Il Campo Volpe fu, nel periodo della società rifondata nel 2005 anche oggetto di controversie con il Comune, riguardanti la gestione e la manutenzione dell'impianto, il quale venne utilizzato solo per due anni o anche meno dal club presieduto da Antonio Lombardi.
Infine, con la nuova rinascita del principale sodalizio calcistico di Salerno, nel 2011, il Campo Volpe è stato completamente ristrutturato nel corso del 2014. In attesa dei lavori, nel frattempo la prima squadra si è adattata ad allenarsi in altre strutture della città e della provincia (come lo Stadio Dirceu di Eboli), e quindi ad inaugurazione avvenuta, il centro sportivo è diventato il nuovo quartier generale della squadra.
La ristrutturazione di questo complesso è stata possibile grazie ad un investimento pubblico di 1,5 milioni di euro, di cui 500.000 da bilancio comunale e l'altro milione attraverso un mutuo con l'Istituto per il credito sportivo.
In seguito alla ristrutturazione, la struttura presenta un nuovo manto erboso, un palatenda con pannelli fotovoltaici, spogliatoi rinnovati, doppio drenaggio per il terreno, una tribunetta (e si sta attendendo l'installazione anche di una seconda tribunetta), ed un botteghino che entrerà in funzione in occasioni particolari. Nel 2020 la struttura degli spogliatoi ha subito degli interventi di ripristino del tetto.
Nel 2024 sono state approvate migliorie strutturali, rendendolo un piccolo stadio con capienza per alcune migliaia di spettatori .

## Struttura
Il centro sportivo comprende:
- un campo principale, sede degli allenamenti della prima squadra e di incontri casalinghi per le formazioni giovanili, e altre realtà locali;
- un ulteriore campo destinato alle squadre giovanili;
- una palestra con pannelli fotovoltaici;
- gli spogliatoi e l'infermeria.

## Utilizzo
La struttura è utilizzata per gli allenamenti del settore giovanile della Salernitana. 
Nel centro sportivo disputano anche gli incontri casalinghi ufficiali tutte le formazioni giovanili del club granata.